# Я
Ne doit pas être confondu avec la lettre latine petite capitale r réfléchi ‹ ᴙ › ou la lettre hiragana ya ‹ や ›.
Cette page contient des caractères spéciaux ou non latins. S’ils s’affichent mal (▯, ?, etc.), consultez la page d’aide Unicode.

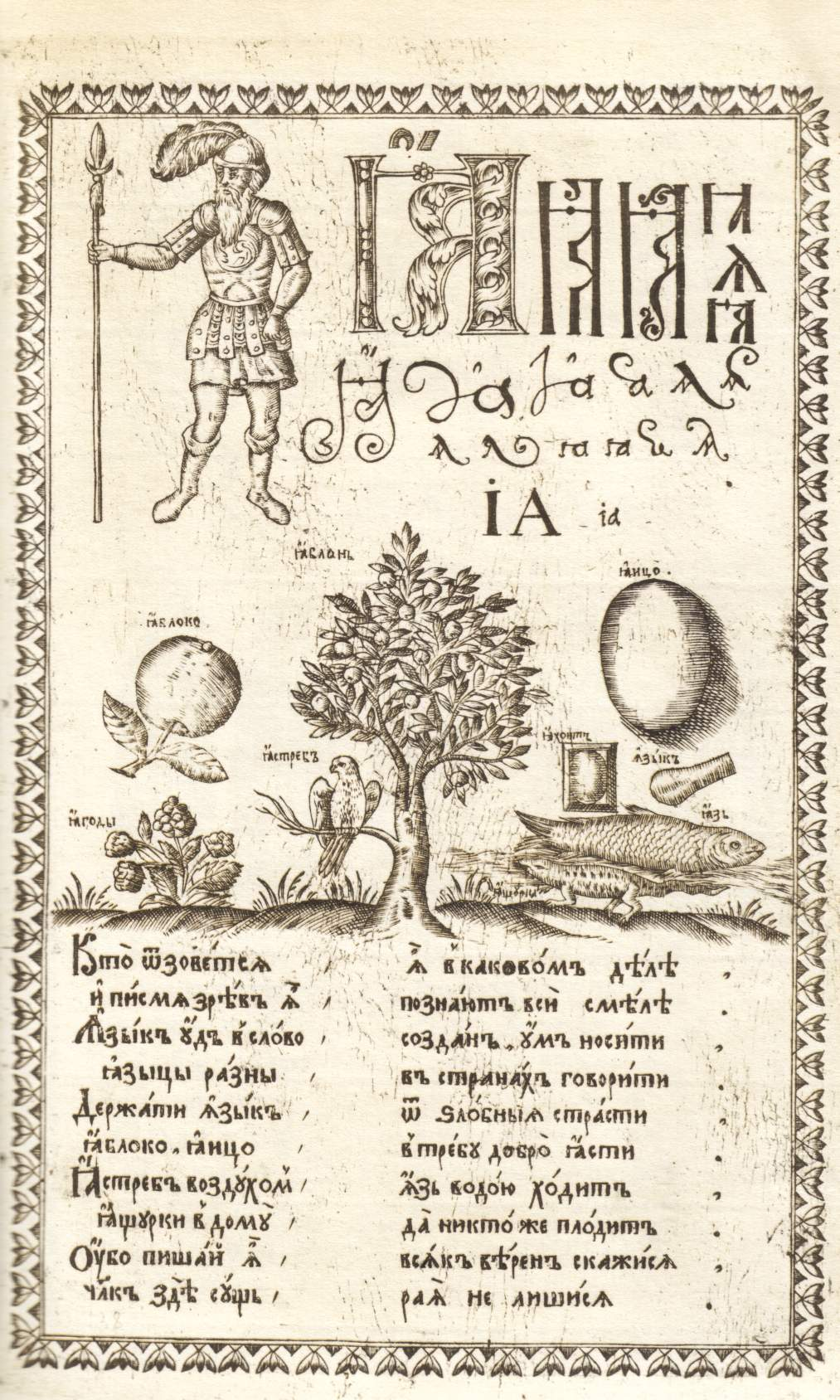
Les formes du ꙗ et du ѧ, formes archaïques du ia, dans l’Alphabet de Karion Istomin de 1694.

La lettre Я (capitale) ou я (minuscule) appartient à l'alphabet cyrillique, c'est notamment la trente-troisième et dernière lettre de l'alphabet russe. Dans l'alphabet latin on la transcrit par « ia », « ya » ou « ja ».

## Linguistique
Cette lettre représente le son /ja/ (notation de l'API).
En russe, elle peut se prononcer [ja] ou [ɪ] hors accent tonique. Elle ne se rencontre pas après les lettres ж, ш, ч, щ, г, к, х, ц, sauf dans les mots d'emprunt.
En russe, ukrainien, biélorusse, il s'agit également du pronom personnel « je ». En slavon d'église, я (ѧ) signifie le pronom accusatif de la troisième personne pluriel ou duel (russe : их). En bulgare, я est le pronom féminin singulier à la troisième personne du complément direct.

## Histoire

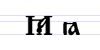
A iotifié.
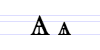
Petit yousse.
Ya cursif.

La lettre Я provient de deux lettres. La première est une ligature des lettres І et А (Ꙗ, ꙗ en Unicode 5.1), de manière similaire aux lettres Ю et Ѥ, et utilisée généralement en début de mot. La deuxième est le petit yousse (Ѧ). Au fil du temps, la distinction phonétique entre ІА et Ѧ s'est perdue et lorsque l'écriture civile fut introduite en 1708, la lettre Я leur fut substituée. Elle ressemble à une version inversée de la lettre latine R.

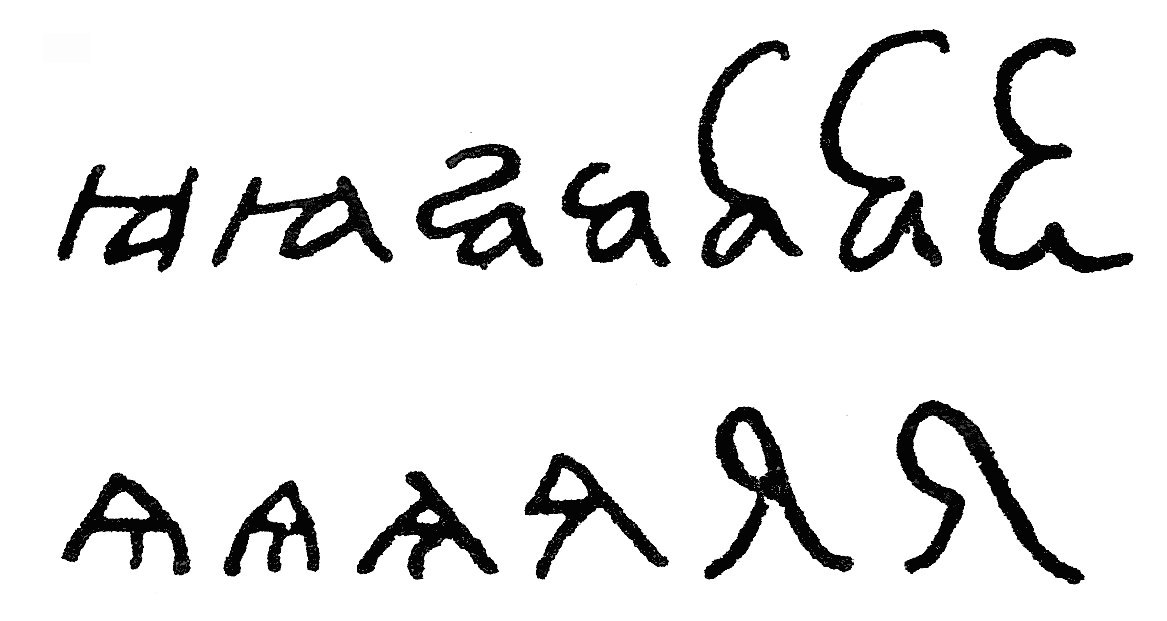
Évolution de la lettre a iotifié et de la lettre petit yousse.
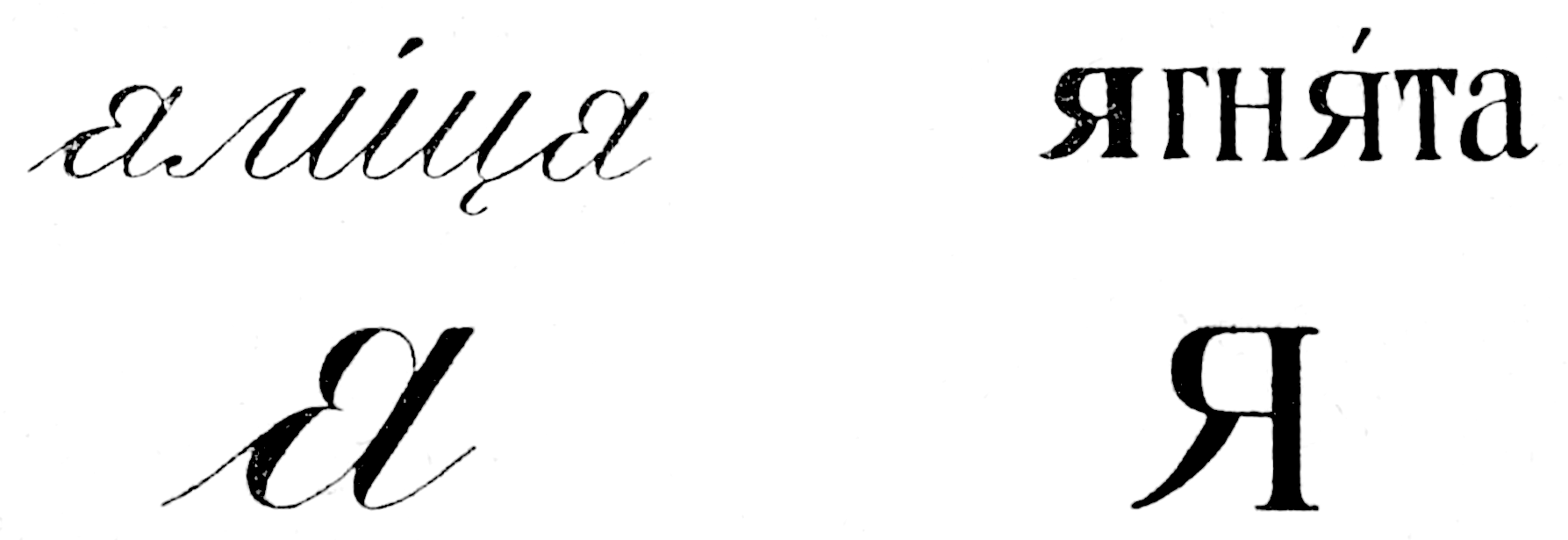
Illustration de ya dans un abécédaire ukrainien de 1926, avec a ya cursif dérivé de l’a iotifié.
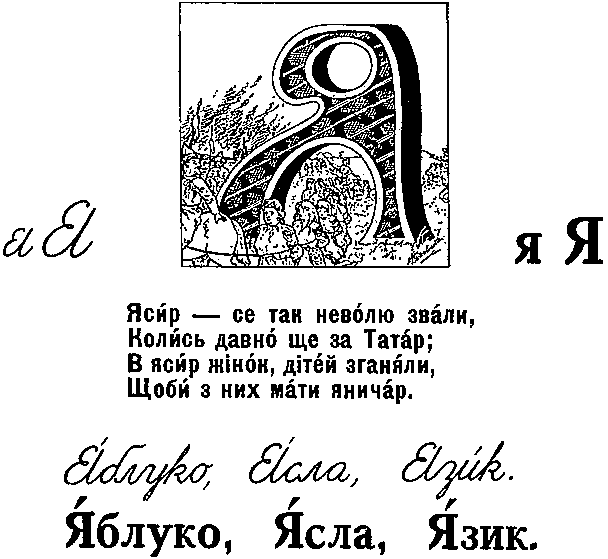
Illustration de ya dans un abécédaire ukraino-canadien de 1935, avec a ya cursif dérivé de l’a iotifié.

## Représentation informatique
Le ia peut être représenté avec les caractères Unicode suivants :
| formes    | représentations | chaînes de caractères | points de code | descriptions                   |
| --------- | --------------- | --------------------- | -------------- | ------------------------------ |
| capitale  | Я               | Я                     | U+042F         | lettre majuscule cyrillique ia |
| minuscule | я               | я                     | U+044F         | lettre minuscule cyrillique ia |